# Elwick
Elwick è un villaggio e parrocchia civile dell'Inghilterra, appartenente alla contea del Durham.